# Kuljani (gmina Novi Grad)
Kuljani (cyr. Куљани) – wieś w Bośni i Hercegowinie, w Republice Serbskiej, w gminie Novi Grad. W 2013 roku liczyła 83 mieszkańców.